# George Henry Compton Cavendish
Pour les articles homonymes, voir George Cavendish.
George Henry Compton Cavendish (14 octobre 1784 – 22 janvier 1809) est un homme politique anglais Whig et un officier de l'armée britannique.

## Biographie
Il est le fils de George Cavendish (1er comte de Burlington), plus tard comte de Burlington. Il fait ses études au Collège d'Eton,.
Il est cornet dans le 7e Dragons en 1801, et par la suite promu au grade de lieutenant en 1802, capitaine en 1804, et major en 1808, quand il rejoint son régiment pour servir dans la Guerre d'indépendance espagnole. Il est évacué à partir de la Corogne, mais se noie à l'âge de 24 ans lorsque son navire de transport, le HMS Primrose (1807), coule lors d'une tempête au large de la Cornouailles en janvier 1809 à l'arrivée dans les eaux britanniques.
Il est député de l'arrondissement de Aylesbury de 1806 jusqu'à sa mort en 1809.